# Gouvernement de la région de Bruxelles-Capitale

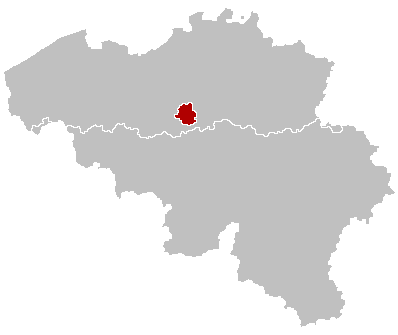
Belgique Bruxelles.
Emplacement de Bruxelles

Le gouvernement de la région de Bruxelles-Capitale est l’organe exécutif de la région de Bruxelles-Capitale, il définit les modalités de mise en application des lois fixées par le Parlement de la région de Bruxelles-Capitale.
Il est composé obligatoirement d'un ministre-président et de 4 ministres (2 francophones et 2 néerlandophones).
Selon le deuxième paragraphe de l'article 41 de la Loi spéciale du 12 janvier 1989 relative aux institutions bruxelloises, les 3 secrétaires d'État (dont au moins un néerlandophone) ne font pas partie du gouvernement en tant que tel, mais peuvent assister aux réunions.

## Composition
| Législature     | Gouvernement              | Mandat                            | Coalition           | Coalition                        |
| Législature     | Gouvernement              | Mandat                            | Partis francophones | Partis néerlandophones           |
| --------------- | ------------------------- | --------------------------------- | ------------------- | -------------------------------- |
| 1re législature | Gouvernement Picqué I     | 12 juillet 1989 - 22 juin 1995    | PS PSC FDF          | CVP SP VU                        |
| 2e législature  | Gouvernement Picqué II    | 22 juin 1995 - 15 juillet 1999    | PS PRL-FDF*         | CVP SP VU                        |
| 3e législature  | Gouvernement Simonet I    | 15 juillet 1999 - 18 octobre 2000 | PRL-FDF* PS         | CVP VLD SP                       |
| 3e législature  | Gouvernement de Donnea    | 18 octobre 2000 - 6 juin 2003     | PRL-FDF* PS         | CVP VLD SP                       |
| 3e législature  | Gouvernement Ducarme      | 6 juin 2003 - 18 février 2004     | MR(-FDF)* PS        | CVP VLD SP                       |
| 3e législature  | Gouvernement Simonet II   | 18 février 2004 - 13 juillet 2004 | MR(-FDF)* PS        | CD&V VLD sp.a                    |
| 4e législature  | Gouvernement Picqué III   | 13 juillet 2004 - 15 juillet 2009 | PS cdH Ecolo        | VLD sp.a CD&V                    |
| 5e législature  | Gouvernement Picqué IV    | 15 juillet 2009 - 7 mai 2013      | PS Ecolo cdH        | Open VLD CD&V Groen              |
| 5e législature  | Gouvernement Vervoort I   | 7 mai 2013 - 20 juillet 2014      | PS Ecolo cdH        | Open VLD CD&V Groen              |
| 6e législature  | Gouvernement Vervoort II  | 20 juillet 2014 - 18 juillet 2019 | PS DéFI cdH         | Open VLD sp.a CD&V               |
| 7e législature  | Gouvernement Vervoort III | 18 juillet 2019 -                 | PS Ecolo DéFI       | Groen Open VLD one.brussels-sp.a |

*Le FDF a été en cartel avec le PRL, puis s'est présenté sous la bannière du MR.